# あたたかな場所
『あたたかな場所』（原題：Riparo - Anis tra di noi ）は、2007年製作のフランス・イタリア合作映画。日本では、2007年(第14回)大阪ヨーロッパ映画祭、2008年(第17回)東京国際レズビアン&ゲイ映画祭にて上映。

## キャスト
- アンナ：マリア・デ・メデイロス
- マーラ：アントニア・リスコヴァ（イタリア語版）
- アニス：ムニール・ウアディ
- アンナの母：ジセラ・ブリナート（イタリア語版）
- サルビオ：ヴィタリアーノ・トレビザン（イタリア語版）